# Курманбаев, Эмильбек
Эмильбек Курманбаев (кирг. Эмилбек Курманбаев, 1912 год, село Туркен — 1984 год, там же) — старший табунщик колхоза «Маданият» Токтогульского района Джалал-Абадской области, Киргизская ССР. Герой Социалистического Труда (1948).

## Биография
Родился в 1912 году в селе Туркен (ныне — Токтогульский район).
Участвовал в Великой Отечественной войне. После демобилизации трудился пастухом, старшим пастухом в колхозе «Маданият» Токтогульского района.
Добился выдающихся трудовых достижений в верблюдоводстве. В 1947 году вырастил 56 верблюжат от 56 верблюдиц. Указом Президиума Верховного Совета СССР от 15 сентября 1948 года удостоен звания Героя Социалистического Труда с вручением Ордена Ленина и золотой медали Серп и Молот.
В последующие годы трудился в колхозе «Туркен» Токтогульского района.
С 1968 года — персональный пенсионер союзного значения.
После выхода на пенсию проживал в родном селе, где скончался в 1984 году.